# President d'Algèria
Segons la constitució d'Algèria, el president és el Cap d'Estat de la nació i és triat per a un mandat de 5 anys.
Aquesta és la llista dels presidents de la república d'Algèria, des de la independència el 1962.

## Presidents
| Nom                                                     | Imatge               | Inici - Fi del mandat                           |
| ------------------------------------------------------- | -------------------- | ----------------------------------------------- |
| Abdur Rahman Farès president del govern provisional     |                      | 3 de juliol – 4 d'agost de 1962                 |
| Ferhat Abbas                                            | Ferhat Abbas         | 20 de setembre de 1962 – 15 de setembre de 1963 |
| Ahmed Ben Bella                                         | Ahmed Ben Bella      | 15 de setembre de 1963 – 19 de juny de 1965     |
| Houari Boumédiène                                       | Houari Boumédiènne   | 19 de juny de 1965 – 10 de desembre de 1976     |
| Houari Boumédiène                                       | Houari Boumédiènne   | 10 de desembre de 1976 – 27 de desembre de 1978 |
| Rabah Bitat                                             | Rabah Bitat          | 27 de desembre de 1978 – 9 de febrer de 1979    |
| Chadli Bendjedid                                        | Chadli Bendjedid     | 9 de febrer de 1979 – 11 de gener de 1992       |
| Abdelmalek Benhabylès Cap del Consell Suprem de l'Estat |                      | 11 de gener de 1992 – 14 de gener de 1992       |
| Mohamed Boudiaf                                         | Mohamed Boudiaf      | 14 de gener – 29 de juny de 1992                |
| Ali Kafi Cap del Consell Suprem de l'Estat              | Ali Kafi             | 29 de juny de 1992 – 31 de gener de 1994        |
| Liamine Zéroual                                         | Liamine Zéroual      | 31 de gener de 1994 – 27 d'abril de 1999        |
| Abdelaziz Bouteflika                                    | Abdelaziz Bouteflika | 27 d'abril de 1999 – 2 d'abril de 2019          |
| Abdelkader Bensalah                                     | Abdelkader Bensalah  | 2 d'abril de 2019 – 2019                        |
| Abdelmadjid Tebboune                                    | Abdelmadjid Tebboune | 2 d'abril de 2019 –                             |